# La Guerra Social
La Guerra Social va ser una publicació obrera nascuda a Barcelona el 1891. Sortia els dimecres i es va publicar fins al 1893. Va ser l'òrgan de les agrupacions socialistes catalanes. El seu objectiu era la defensa de l'ideari socialista entre els obrers catalans, en un context en què el socialisme vinculat al PSOE tenia moltes dificultats per arrelar entre el proletariat barceloní i català.